# Paul Laurin
Paul Johan Gerhard Laurin, född 25 augusti 1863 i Höganäs församling i Malmöhus län, död 18 september 1935 i Danderyds församling, var en svensk matematiker och försäkringsman. Han var son till kontraktsprosten Nils A:son Laurin och Emilia Ahnfelt-Laurin samt måg till Magnus Dalsjö.
Laurin blev docent i matematik i Lund 1887 och lektor vid Göteborgs latinläroverk 1890. Som sådan satt han i Göteborgs stifts domkapitel. Laurin blev ledamot av Kungliga Vetenskaps- och Vitterhetssamhället i Göteborg 1900. Han var överdirektör och chef för Försäkringsinspektionen 1908–1930. Laurin blev ordförande i styrelsen för Sjö- och brandförsäkrings AB Svenska Verias 1931. Han deltog i flera kommissioner rörande pensions- och försäkringsfrågor och verkade som läroboksförfattare.